# 運輸政策審議会答申第7号
運輸政策審議会答申第7号（うんゆせいさくしんぎかいとうしんだい7ごう）は、東京圏の交通網整備に関する政府諮問に対し運輸政策審議会が1985年（昭和60年）に行った答申である。答申名は東京圏における高速鉄道を中心とする交通網の整備に関する基本計画について（とうきょうけんにおけるこうそくてつどうをちゅうしんとするこうつうもうのせいびにかんするきほんけいかくについて）。2000年（平成12年）を目標年次とする東京圏における鉄道路線の整備計画を示しており、その2000年（平成12年）には本答申の更新版である運輸政策審議会答申第18号が提示されている。

## 概要
東京圏においては、高度経済成長期に人口集中が進み、通勤混雑・長時間通勤・交通渋滞等の交通問題が深刻化した。当時、東京圏における鉄道整備は旧都市交通審議会により作成された都市交通審議会答申第9号（1966年〈昭和41年〉7月）及び都市交通審議会答申第15号（1972年〈昭和47年〉3月）に基づき、1985年（昭和60年）を目標年次として進められてきた。これにより、混雑は改善の方向に向かっていたが、答申以降、東京圏では次のような変化が生じた。
- 東京圏内の人口動態が1972年答申時の予測とは部分的にかなり異なった動きとなり、特に千葉県北西部や埼玉県東部などにおいて夜間人口の増加が予想を上回り、これらの地域で通勤時における混雑度が悪化した。
- 1970年代の新宿副都心開発などにより、新宿・渋谷・池袋の副都心の成長が目覚しく、就業地についてもかなりの変化が生じた。さらに、立川・八王子・大宮・浦和・千葉・筑波研究学園都市などの業務核都市の育成により、業務地の分散化が進展する事が期待された。
- 地価高騰などにより、従来型の鉄道の建設費が高騰する一方で、国や地方公共団体の財政が悪化し、助成金の給付が難しくなった。

このような情勢変化に対応した交通網の整備計画を策定するため、1982年（昭和57年）9月、小坂徳三郎運輸大臣は、都市交通審議会の事務を引き継いだ運輸政策審議会に対し、東京圏における高速鉄道を中心とする交通網の整備について諮問を行った。これを受けて運輸政策審議会は、1985年（昭和60年）7月11日、答申第7号において、2000年（平成12年）を目標年次とする東京圏における鉄道路線の整備計画をとりまとめた。
答申は、東京都心部を中心とする概ね半径50キロメートルの範囲を対象とし、最混雑時間の混雑率が200パーセントを超える路線について、新線建設、複々線化により混雑を緩和する事に重点を置き、この他副都心機能の強化、空港アクセスの改善などに資する路線も設定された。この結果、目標年次までに整備する事が適当とされた路線は29路線、総延長は532キロメートル（新設402キロ・複々線化78キロ・改良11キロ・旅客線化41キロ）に達した。また、地下鉄車両の小型化、新交通システムの活用などにより、鉄道建設費の低減を図るものとされた。
これらの整備により、整備対象各路線の最混雑1時間における平均混雑率は、1985年の220パーセントから、2000年には180パーセント以内にまで低下し、また郊外の住宅地の大部分から都心部の業務集積地へ90分以内で到達可能となると見込まれた。

## 主な答申路線と現状

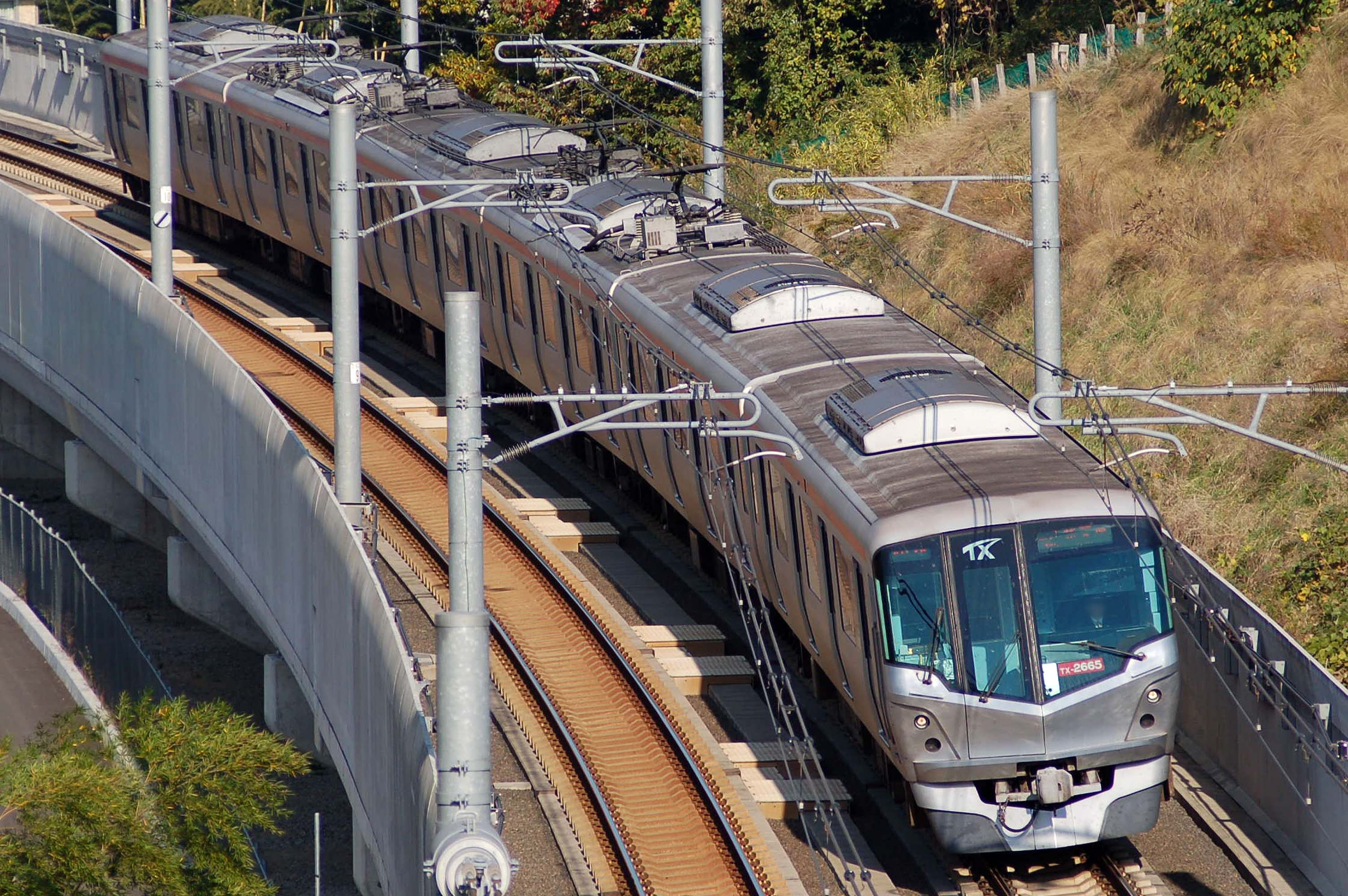
つくばエクスプレスは、本答申において初めて盛り込まれた常磐新線計画が元となっている。本答申は千葉県北西部や埼玉県東部等における混雑緩和を大きな目標としていた。

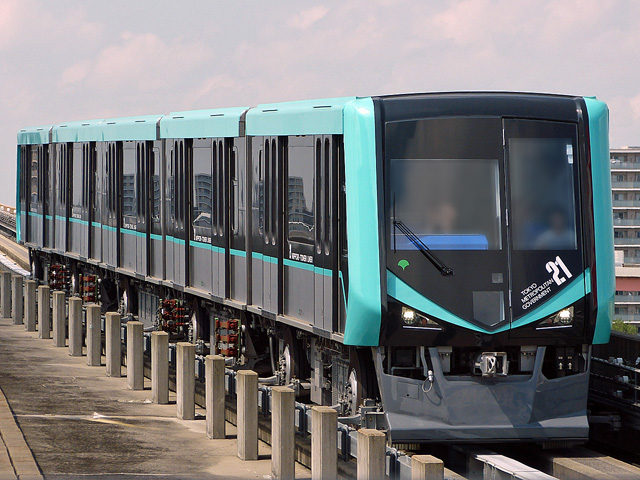
日暮里・舎人ライナーも、本答申において初めて盛り込まれた日暮里・舎人線計画が元となっている。

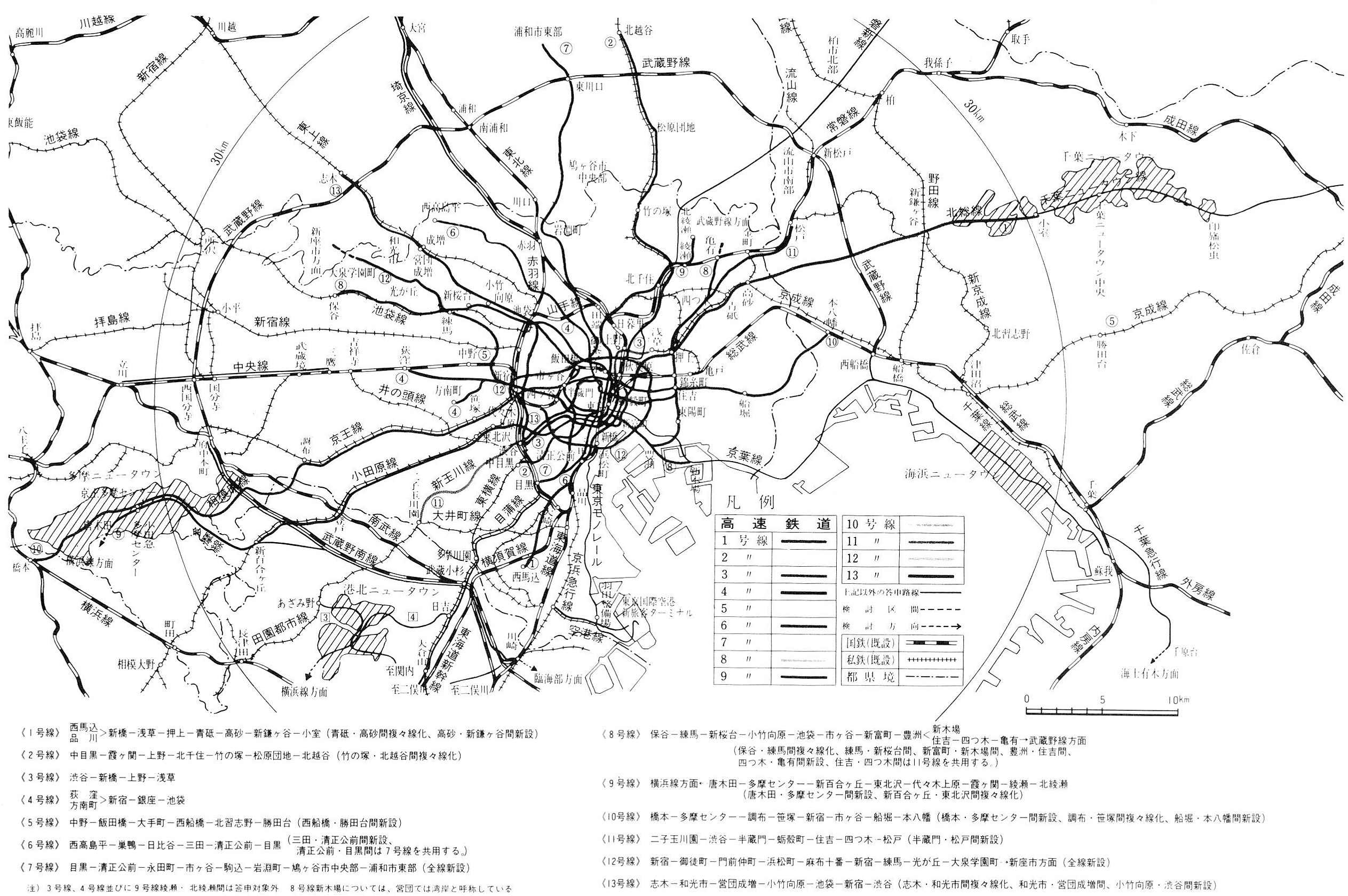
答申の付図「東京圏高速鉄道網図」（東京周辺）

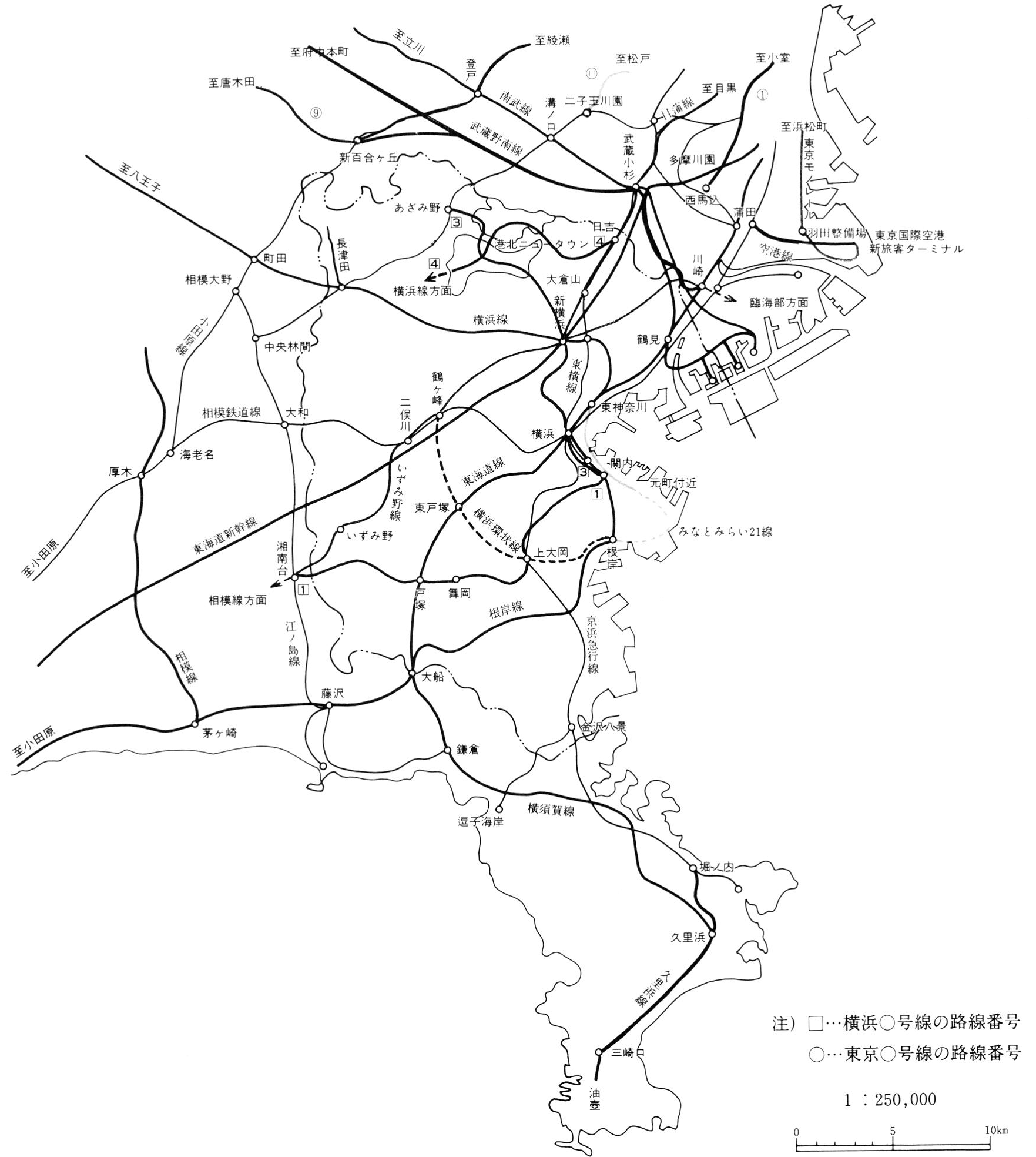
答申の付図「東京圏高速鉄道網図（横浜・川崎周辺）」

答申では29路線の整備が盛り込まれた。うち主要なものは以下の通りである。2023年（令和5年）時点での状況についても併記する。
常磐新線
東京から守谷を経由して筑波研究学園都市に至る常磐新線の構想は、1978年（昭和53年）頃から議論にのぼっていた。本答申では、東京・守谷間が「目標年次までに新設することが適当である」と位置付けられ、守谷・筑波間は「今後整備について検討すべき」とされた。常磐新線の整備は、目標年次であった2000年（平成12年）には間に合わなかったが、2005年（平成17年）には秋葉原・つくば間が首都圏新都市鉄道つくばエクスプレスとして開業した。
日暮里・舎人線
足立区西部における新線建設も答申以前から議論はあったが、本答申において日暮里から舎人に至る路線を新交通システムにより整備する事が盛り込まれた。この路線は東京都交通局日暮里・舎人ライナーとして2008年に開業した。
埼京線
1985年（昭和60年）の開業を控えていた埼京線は、大宮からさらに宮原へ延伸し、高崎線と直通運転する計画が答申された。しかし、実際には用地買収の困難などにより、2000年の運輸政策審議会答申第18号では宮原延伸は削除され、現在は川越線との直通運転を実施している。
東京1号線
東京1号線（都営地下鉄浅草線）は、終点の西馬込駅から神奈川県方面への延伸が、本答申において「今後整備について検討すべき」と位置付けられた。しかし、第18号答申ではこの計画は削除されている。
東京6号線
東京6号線（都営地下鉄三田線）は、三田から清正公前を経由して目黒まで延伸し、東急目蒲線と相互直通運転すると位置付けられた。清正公前・目黒間は東京7号線と共用。清正公前駅は開業時に白金高輪駅と改名されている。2000年に目黒までの延伸区間が開業し、同時に東急目黒線と相互直通運転を開始している。
東京11号線
東京11号線（東京メトロ半蔵門線）の東側の終点は、1972年（昭和47年）答申時には扇橋とされていた。本答申ではさらに錦糸町・押上を経由して常磐線沿線の松戸へと延長された。2018年時点ではこのうち押上駅までが開業している。
東京12号線
東京12号線は1972年（昭和47年）答申時から盛り込まれていたが、本答申において整備計画路線に格上げされた。東京12号線は1986年（昭和61年）に着工、2000年に都営地下鉄大江戸線に名称を変更し、当初計画の全線が開通した。大江戸線は終点の光が丘から先への延伸計画があり、第18号答申では整備計画路線に位置付けられている。
東京13号線
東京13号線は、1972年答申時には志木から新宿までとして答申されていたが、本答申では池袋以南の南下について終点が渋谷へと延伸された。東京13号線は東京メトロ副都心線として2008年（平成20年）に開業した。
千葉ニュータウン・成田空港線
北総鉄道北総線は千葉ニュータウン中央駅を終点としていたが、本答申において成田空港までの延伸が盛り込まれた。2000年に印旛日本医大駅まで延伸された後、2010年（平成22年）に成田空港までが京成成田空港線として開業した。
京急空港線
京急空港線は現・天空橋駅付近を終点としていたが、羽田空港直下への乗り入れが盛り込まれた。整備は1998年（平成10年）までに完了し、羽田空港駅が開業した。
東急目蒲線・東横線
東急目蒲線の目黒から多摩川園までの改良と、東急東横線の多摩川園から大倉山までの複々線化。目黒において東京6号線および東京7号線と相互直通運転を行なう。2000年に東急目黒線として目黒から多摩川（多摩川園駅から改名）を経由して武蔵小杉まで開業し、目黒において東京6号線および東京7号線と相互直通運転を開始した。2008年に武蔵小杉・日吉間が延伸開業した。日吉・大倉山間は、2006年以降、神奈川東部方面線の扱いとなった。
二俣川から新横浜を経て大倉山・川崎方面へ至る路線
二俣川から鶴ケ峰・上菅田町・新横浜を経由して大倉山に至る路線と、新横浜から下末吉を経由して川崎に至る路線が計画された。さらに川崎から臨海部方面へが検討路線とされた。後に神奈川東部方面線という名称が付いた。川崎から臨海部方面は1990年以降、京急大師線の連続立体交差化事業になった。第18号答申では、二俣川から新横浜を経由して大倉山に至る路線へと短縮された。2006年以降、西谷から羽沢、新横浜を経由して日吉に至る区間へと変更され、2010年に着工した。その後、西谷・新横浜間が相鉄新横浜線、新横浜・日吉間が東急新横浜線として、西谷・羽沢横浜国大間は2019年11月30日に、それ以外の区間は2023年3月18日に開業した。
相鉄いずみ野線
相鉄いずみ野線は、いずみ野から湘南台までの延伸が盛り込まれた。また、湘南台から相模線方面への延伸が検討路線とされた。1990年にいずみ野・いずみ中央間が開業、1999年にいずみ中央・湘南台間が開業した。第18号答申では湘南台から相模線方面への延伸が位置づけられた。
横浜4号線
日吉から高田町を経由して港北ニュータウンに至る路線が計画された。港北ニュータウンから横浜線方面へが検討路線とされた。また日吉駅から鶴見間は新交通システムなどを導入するとされた。このうち中山・日吉間が2008年に横浜市営地下鉄グリーンラインとして開業している。第18号答申では開業・未開業の全区間が横浜環状鉄道に取り込まれた。
横浜環状鉄道
根岸から上大岡、東戸塚を経由して鶴ヶ峰までの、横浜市の南部をカバーする区間が検討路線とされた。前述の区間は2010年まで着工されなかった。第18号答申では鶴ヶ峰から中山まで延長された上で、横浜4号線の全区間とみなとみらい21線の元町・根岸間を取り込んで、元町から鶴見まで横浜市全体を「C」の字にカバーする路線と位置づけられた。
みなとみらい21線
東神奈川からみなとみらい21地区を経由して元町付近に至る路線が計画された。また元町付近から本牧町を経由して根岸までが検討路線とされた。このうち横浜から元町・中華街駅が2004年に横浜高速鉄道みなとみらい線として開業している。第18号答申では東神奈川・横浜間が削除され、元町・根岸間は横浜環状鉄道に取り込まれた。
武蔵野南線
府中本町から新川崎を経由して川崎に至る武蔵野南線の旅客線化と、新百合ヶ丘から武蔵野南線への接続線整備が盛り込まれた。旅客線化は費用の地元負担が前提となっていた。しかし、貨物線機能を維持しながらの旅客線化の困難により、計画を推進する川崎市が目標を川崎縦貫高速鉄道（2018年に計画廃止）の整備に切り替えたため、第18号答申では削除された。

## 目標年次後の状況
目標年次であった2000年（平成12年）の時点で、本答申に盛り込まれた整備計画路線（567km）のうち約44％が営業を開始し、約31％が整備中となった。東京圏の主要31区間の最混雑1時間における平均混雑率は、1985年（昭和60年）当時の212％から1998年（平成10年）には183％にまで改善されたが、第7号答申における目標である180％には達することはできなかった。一方で、本答申には記載のなかった路線の整備も行われた。こうした路線にはゆりかもめ東京臨海新交通臨海線と東京臨海高速鉄道りんかい線がある。2000年には運輸政策審議会によって新たに運輸政策審議会答申第18号が提示され、東京圏における鉄道路線の推奨整備計画を引き継いだ。